# Alan Paul
Alan Paul Wichinsky (nacido el 23 de noviembre de 1949 en Newark, Nueva Jersey) es cantante y compositor, ganador de premios Grammy, es más conocido como uno de los miembros fundadores de la actual formación del grupo vocal The Manhattan Transfer.

## Formación
Creció en Newark and Hillside, Nueva Jersey. Se graduó en la Hillside High School y prosiguió sus estudios en el State College de Newark (actualmente Universidad de Kean) donde obtuvo el BA en Educación musical. Ha recibido dos grados de Doctorado Honorario, uno en Humanidades en la Universidad de Kean y el otro en música en el Berklee College of Music.

## Carrera
Inició su carrera profesional en Broadway a la edad de 12 años, en el reparto original de Oliver! Al terminar la enseñanza media, regresó a Broadway como Teen Angel y Johnny Casino en el reparto original de Grease, donde introdujo las canciones "Beauty School Dropout" y "Born to Hand Jive". En 2004, publicó un CD en solitario, llamado Another Place in Time. También puso voz a Dino Spumoni, uno de los cantantes de la serie televisiva de animación ¡Oye, Arnold!

## Premios
Como escritor y arreglista para The Manhattan Transfer, ganó cuatro nominaciones al Grammy por sus composiciones "Twilight Zone/Twilight Tone" y "Code Of Ethics" y por sus arreglos vocales para "Ray’s Rockhouse" También ganó una nominación al Grammy al mejor vocalista masculino de Jazz.

## Vida personal
Paul ha estado casado con la escritora/modelo Angela Paul durante 30 años y tienen una hija, Arielle.